# Virada Cultural
Virada Cultural é um evento anual promovido desde 2005 pela prefeitura do município de São Paulo, por meio da Secretaria Municipal de Cultura tendo o apoio de vários parceiros artísticos e institucionais. Com o intuito de promover na cidade 24 horas ininterruptas de eventos culturais, como espetáculos musicais, peças de teatro, exposições de arte e história, entre outros.
Inspirada no festival francês Noite Branca (em francês:  Nuit blanche), que acontece todos os anos em Paris desde o ano de 2002, a Virada Cultural convida a população a ocupar o centro da cidade, incentivando o convívio social através da cultura e possibilitando o acesso a diversas formas de arte às diversas classes sociais, além de buscar reverter o esvaziamento da região central de São Paulo. O evento possui palcos temáticos como a Avenida São João (Rock Nacional), Praça da República (Samba), Largo do Arouche (Estilo Popular) e a Estação Júlio Prestes (MPB). Durante toda a realização, o Metrô de São Paulo permanece aberto em tempo integral para que os participantes possam se deslocar entre os diversos palcos e assistir às apresentações espalhadas por toda a cidade.
O evento foi criado em 2005 durante a gestão Serra-Kassab visando oferecer gratuitamente para a população, atrações artísticas e culturais, durante 24 horas de programação cultural. Em sua primeira edição, a Virada trouxe a proposta de realizar atividades em toda a cidade utilizando equipamentos da Prefeitura, como as unidades do Centro Educacional Unificado, e parceiros, como o Serviço Social do Comércio e o Governo do estado de São Paulo. A proposta inicial permaneceria em outras edições. A escolha do mês de realização se mostrou, contudo, inadequada por conta dos altos índices pluviométricos característicos da primavera. A festa deu origem a Virada Cultural Paulista, que segue um modelo semelhante e acontece em vários municípios do interior de São Paulo.

## Edições

### 2005
A 1.ª edição da Virada Cultural foi entre os dias 19 e 20 de novembro, com início às 14 horas do sábado (19) e encerramento às 14 horas do domingo (20). O evento foi responsável por criar o esqueleto do que viria a ser nos próximos anos a Virada Cultural, focado na realização de atividades, em sua maioria gratuitas, operadas na região central da capital paulista, incentivando a descentralização dos espetáculos por meio de cooperação com as redes SESCs, CEUs e Governo do Estado de São Paulo, além de parques como, o Parque da Aclimação e o Parque do Ibirapuera, e alguns museus privados (Museu da Casa Brasileira etc). Essa edição contou com mais de 200 atrações e recebeu um investimento de 600 mil reais para a realização dos eventos. A abertura oficial aconteceu no Vale do Anhangabaú com uma apresentação do Coral Paulistano, do Theatro Municipal de São Paulo. Já o encerramento foi empreendido pela artista Adriana Calcanhoto, no Parque Independência, no Ipiranga, atraindo mais de 10 mil pessoas para o show e contando com cerca de 3 mil artistas.

### 2006
A 2.ª edição da Virada Cultural aconteceu em grande parte da cidade devido ao sucesso da primeira, em 2005. Diferentemente do ano anterior, o evento aconteceu no primeiro semestre , entre os dias 20 e 21 de maio de 2006, com o intuito de fugir da instabilidade meteorológica do mês de novembro, que causou problemas e atrapalhou algumas apresentações na madrugada da ultima edição. Os espetáculos começaram às 18 horas do sábado (20), com o show  no Vale do Anhangabaú do cantor de MPB João Bosco e da Banda Mantiqueira, que toca clássicos da música popular brasileira em formato de orquestra de choro. O encerramento ocorreu às 18 horas no domingo (21), no Parque da Independência, com apresentação de Luiz Melodia. Ao mesmo tempo, no Largo São Bento, foram celebrados os 20 anos do hip hop brasileiro, com artistas expoentes do ritmo, como Z’África Brasil, Thaíde, DMN e DJ King e DJ Bui. A Virada Cultural de 2006 recebeu um investimento de 3 milhões de reais da prefeitura e registrou um público de cerca de 1,5 milhão de pessoas, distribuídas entre as 300 atrações nos dois dias.

### 2007
A 3.ª edição da Virada Cultural ocorreu entre os dias 5 (Sexta-feira) e 6 (Sábado) de maio de 2007, com mais de 350 atrações musicais, teatrais e artísticas. Cerca de 3,5 milhões de pessoas estiveram presentes, segundo informação pela organização do evento. Entre os muitos espetáculos, estiveram Alceu Valença, Nação Zumbi, Cauby Peixoto, Camisa de Vênus, Tom Zé , Arlindo Cruz, Leci Brandão e Racionais MC's no evento, que contou ainda com o encerramento de Zélia Duncan às 19h30 do dia 6.
Essa edição ficou marcada por um grave confronto entre policiais e participantes durante o show dos  Racionais MC's , às 5h do dia 6, na  Praça da Sé . O centro da cidade ficou depredado com diversos carros, orelhões, banheiros químicos, grades de parques e lojas violadas. Foram presas 11 pessoas por furto em flagrante pela Polícia Militar de São Paulo e outras 6 ficaram feridas.

### 2008

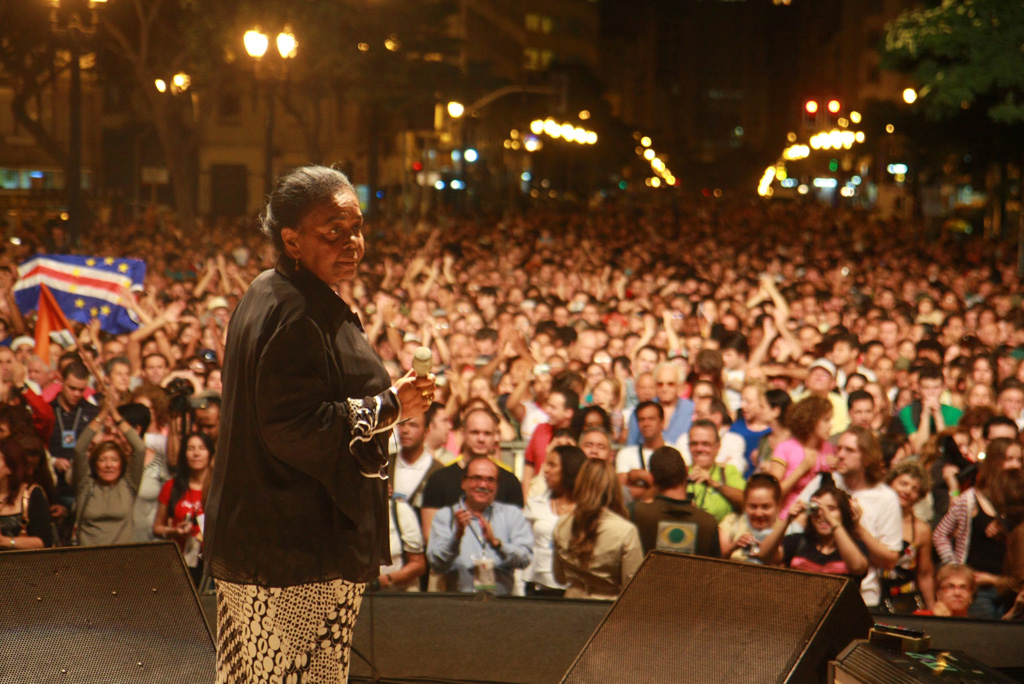
Cesária Évora durante a Virada de 2008.

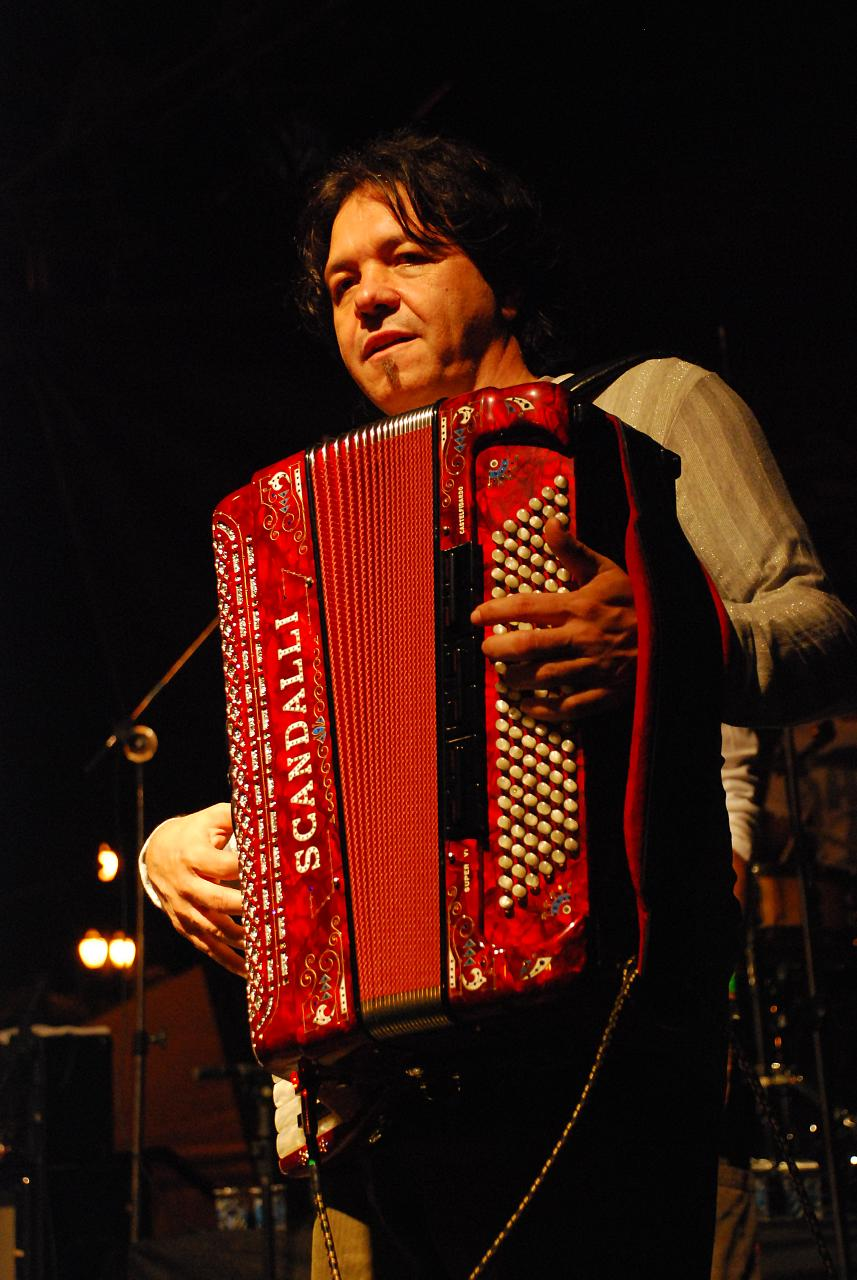
Sanfoneiro com uma Scandalli na 4ª edição da Virada Cultural em 2008 em São Paulo (SP)

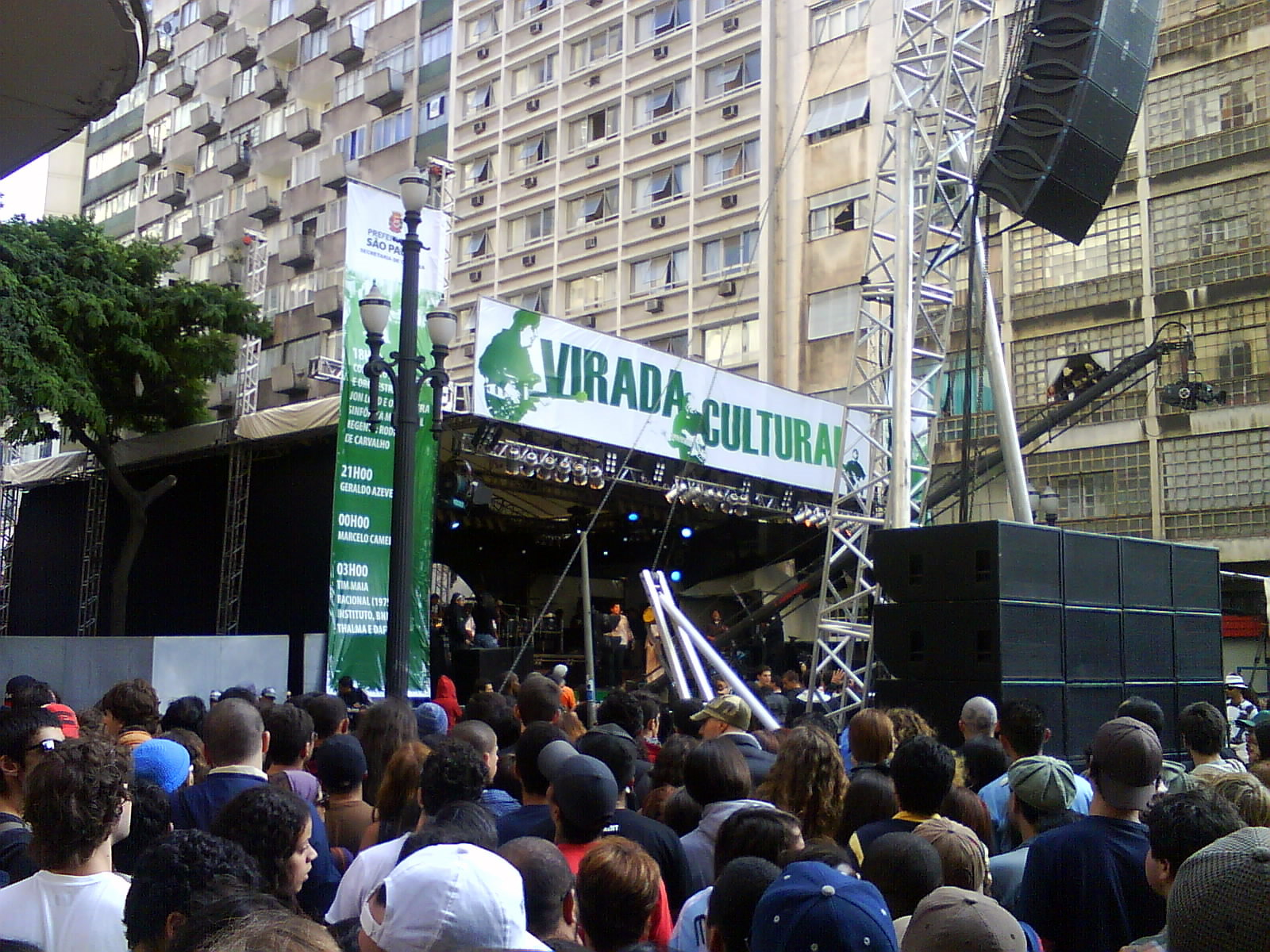
Virada Cultural de 2009

A 4.ª edição do evento, que ocorreu entre os dias 26 e 27 de abril de 2008, a portaria da prefeitura estimou de 4 milhões de pessoas. Foram mais de oitocentas atrações e cinco mil artistas. Gal Costa, Cesária Évora, Fernanda Takai, Jorge Ben Jor, Marcelo D2, Zé Ramalho, Titãs, Jair Rodrigues, Luís Melodia, Paula Lima, Orquestra Imperial, Vanguart, O Teatro Mágico e Mutantes estão entre os elencados. No Teatro Municipal, as apresentações duraram 24 horas e eram gratuitas, ao passo que uma série de músicos revezavam-se em um piano instalado na Praça Dom José Gaspar.

### 2009
A 5.ª edição do evento aconteceu em 2009, entre os dias 2 e 3 de maio. Um dos destaques do evento foi a realização no palco da Estação da Luz, de uma homenagem aos 20 anos da morte do cantor Raul Seixas. Cada artista que se apresentou nesse palco entre as 24 horas da virada cultural interpretou um disco de Raul Seixas. A Virada Cultural de 2009 também foi marcada pela reunião da banda Novos Baianos, com a presença de Baby do Brasil, Pepeu Gomes, Paulinho Boca de Cantor, Luiz Galvão, Jorginho Gomes e Didi Gomes. No que diz respeito à organização, a festa contou com o acompanhamento de 2.500 policiais e não teve nenhuma ocorrência grave. Parte da crítica, no entanto, ficou para a limpeza da rua, a qualidade dos banheiros químicos e o transporte público.

### 2010
A 6.ª edição do evento aconteceu entre os dias 15 e 16 de maio de 2010 e, pela primeira vez, contou com palcos no bairro da Luz, contabilizando ao todo 47 espaços de atrações espalhados pelo centro da capital paulista. Abrindo a edição, os cubanos Barbarito Torres e Ignácio Mazacote, ex-integrantes do grupo Buena Vista Social Club, tocaram no palco montado na Avenida Duque de Caxias. Ainda nas atrações internacionais, a virada contou com show do ABBA The Show, homenagem ao grupo sueco que contou com presença de Ulf Andersson e Janne Schaffer, do grupo original, além de Big Brother & The Holding Co., primeira banda de Janis Joplin. Esteve presente também a banda de hard rock, Living Colour. A novidade dessa edição foi o palco montado na Avenida Barão de Limeira, que contou com uma programação exclusiva de reggae.[carece de fontes?]
No roteiro da música clássica, houve o evento onde foi içado na Praça Ramos de Azevedo por um guindaste, o piano e o pianista internacional brasileiro Ricardo Peres com o tema Chopin Voador.
Fora do roteiro da música, a Praça Roosevelt recebeu o evento "Dimensão Nerd", que ofereceu ao público mesas de RPG, jogos de tabuleiro, live-action de RPG, parada Cosplay e desfile de fantasias. Já a Galeria Prestes Maia apresentou atividades dedicadas às artes de suspensão corporal e tatuagem.
No ano de 2010, o evento havia alcançado sua quarta edição e foi realizado em 30 cidades do litoral e interior do estado, como : Presidente Prudente, Jundiaí, Marília, Araçatuba, Araraquara, São José dos Campos, Franca, Sorocaba, Santos, Santa Bárbara d’Oeste, Bauru, São José do Rio Preto, Caraguatatuba, Bertioga, Assis, São Vicente, Mogi das Cruzes, São Bernardo do Campo, Piracicaba, São Carlos, Guarujá, Mongaguá, Ribeirão Preto, Praia Grande, Mogi Guaçu, Cubatão, São João da Boa Vista, Indaiatuba, Peruíbe e Itanhaém.Demonstrando assim que o evento não se restringiu apenas a capital, São Paulo.

### 2011
A 7.ª edição da Virada Cultural, realizada entre os dias 16 e 17 de abril de 2011, eventos incomuns chamaram a atenção do público. Um deles foi a presença de um ringue de luta livre, palco de apresentações das equipes BWF - Brazilian Wrestling Federation e CMLL - Consejo Mundial de Lucha Libree. Outra atração foi o palco de stand-up, onde artistas como Comida dos Astros, Danilo Gentili, Léo Lins, Márcio Ribeiro, Fábio Rabin apresentaram-se. Foi a primeira vez em que o palco foi montado no evento, com a duração de 24 horas ininterruptas de muito humor. Essa também foi a primeira vez em que o palco de rock - hoje, nacional e internacional - foi transferido de lugar. Anteriormente localizado na Avenida São João, foi levado para a Estação Júlio Prestes - que sediava, até então, os shows de MPB, sendo ainda posteriormente mudado para a Rua 15 de Novembro. Foi o palco da Júlio Prestes que sediou um dos shows mais esperados da noite: o do grupo americano Misfits. A apresentação contou com uma playlist composta por músicas como American Psycho, Dig Up Her Bones, Teenagers From Mars e Die, Die My Darling. No entanto, o espetáculo trouxe um princípio de confusão, com a Guarda Civil Metropolitana conduzindo um carro em meio ao público e apontando armas de fogo para pessoas que haviam depredado o veículo em sua passagem.[carece de fontes?]

### 2012
A 8.ª edição, as atrações pelas ruas do centro da cidade de São Paulo aconteceram entre os dias 5 e 6 de maio de 2012. Neste ano, a Virada Cultural contou com uma grande novidade gastronômica: restaurantes de São Paulo trouxeram um pouco do seu cardápio para o Minhocão (Elevado Presidente João Goulart). A proposta foi feita em parceria com o projeto Chefs na Rua. O público pode experimentar, por exemplo, a Galinhada do Chef Alex Atala. Embora o sucesso de público da iniciativa, houve ainda diversas críticas à organização no que se disse respeito a distribuição do prato. Além disso, o famoso e respeitável comediante Tom Cavalcante comandou a abertura do palco de comédia stand-up na Praça da Sé (São Paulo) e o ilustríssimo cantor de MPB Gilberto Gil encerrou os dois dias de espetáculos com um super show na Estação Júlio Prestes.[carece de fontes?]

### 2013

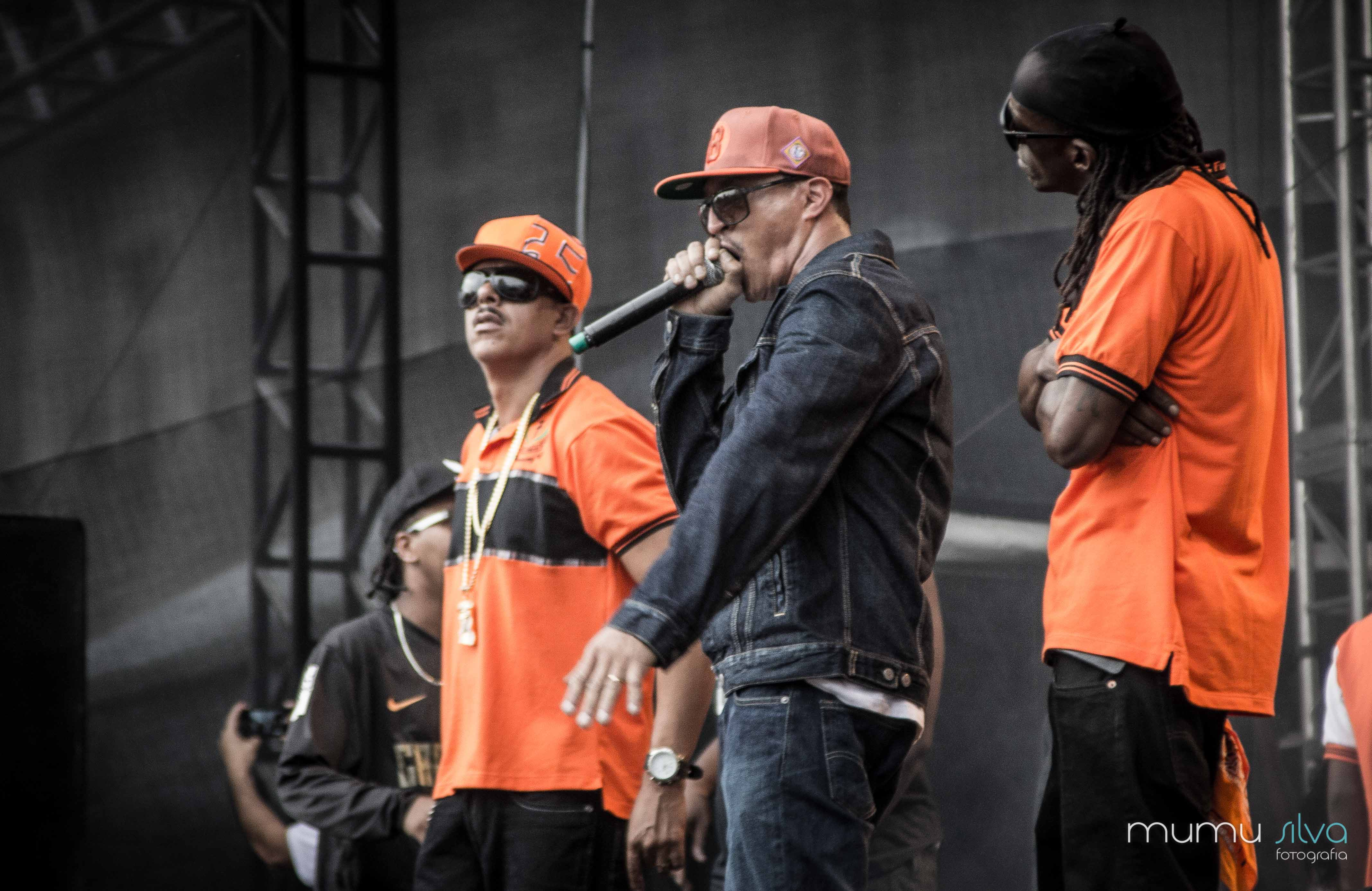
Racionais MCs na Virada Cultural de 2013.

Antes da abertura oficial desta 9.ª edição, a Estação Luz recebeu a "Viradinha": uma série de eventos destinados ao público infanto-juvenil. Às 18h do dia 18 de maio, no palco da Estação Júlio Prestes, a cantora Daniela Mercury abriu oficialmente o grande evento. A cantora também discursou contra a homofobia e a favor do casamento gay. Em 2013, o público aproveitou mais de 900 atrações culturais, além de ter sido o primeiro ano em que o evento teve a contribuição de uma curadoria colegiada de especialistas das áreas de cinema, dança, teatro, música e cultura digital.[carece de fontes?]

### 2014
A 10.ª edição teve início às 18h do dia 17 de maio no palco da Estação Júlio Prestes. A abertura contou com a apresentação da banda de rock Ira. No decorrer da noite, outros palcos de São Paulo sediaram apresentações da MC Flora Mattos, O Teatro Mágico, Karol Conka, Projota, Valeska Popozuda e o encerramento contou com o show da cantora Roberta Miranda. Assim como em anos anteriores, o palco de Stand Up Comedy ficou na Praça da Sé (São Paulo) e contou com os comediantes Bruno Motta, Rafael Cortez, Rafinha Bastos e Marcelo Tas. Já as programações de cinema fixaram-se próximo ao Cine Dom José. O Teatro Municipal de São Paulo, Casa das Rosas, Teatro Oficina, unidades do CEU, do Centro Cultural e outros espaços fechados também tiveram suas programações.

### 2015
A 11.ª edição, nos dias 20 e 21 de junho, a Virada Cultural contou com homenagens para a Jovem Guarda, movimento do rock brasileiro que completava 50 anos e teve a apresentação de símbolos musicais da época, como Wanderléa, Paulo César Barros e Erasmo Carlos, e para Inezita Barroso, cantora e compositora que havia falecido em março daquele ano. Também se apresentaram no palco que realizou abertura do evento a Orquestra Paulistana de Viola Caipira e outras duplas do gênero, como Zé Mulato & Cassiano e Pedro Bento & Zé da Estrada. O encerramento ficou por conta de um show do cantor, compositor e escritor Caetano Veloso.

### 2016
A 12.ª edição da Virada Cultural estendeu-se por 100 locais, entre ruas, palcos e equipamentos culturais. O festival teve início com a apresentação de Ney Matogrosso no palco Júlio Prestes. A noite seguiu com um concurso de drag queens, o tecnobrega de Gaby Amarantos, o funk de Valesca Popozuda, além da apresentação de Baby do Brasil. No domingo, entre os espetáculos da manhã, estavam Fafá de Belém, Elba Ramalho e MC Bin Laden. No período da tarde, artistas como Arlindo Cruz, MC Soffia, Maria Rita e Roberta Miranda fizeram suas badaladas apresentações. Outras personalidades como Nação Zumbi, Elza Soares, Nx Zero, Detonautas, Clarice Falcão, Cícero, Gilberto Gil, Céu, Armandinho, Erasmo Carlos e Emicida também fizeram parte do evento.

### 2017
A 13.ª edição da Virada Cultural ocorreu nos dias vinte e vinte e um de maio de acordo com a Secretaria Municipal da Cultura. As propostas artísticas para esta edição foram aceitas entre os dias dez de janeiro e dez de fevereiro. Setenta por cento das atrações do evento foram confirmadas a partir deste chamamento público, e os outros trinta por cento da programação foram formado pelos conjuntos artísticos municipais como por exemplo o Balé da cidade de São Paulo e a Orquestra Sinfônica. Foi anunciado também no fim de 2016 pelo prefeito de São Paulo, João Dória (PSDB - Partido da Social Democracia Brasileira), que o evento seria transferido para Interlagos devido aos transtornos que estavam ocorrendo na região central, devido à dimensão que o evento tomou. Entretanto, segundo André Sturm, secretário municipal da Cultura do Estado de São Paulo, na região central foi mantido apenas algumas  atrações destinados a um menor público. Também no final de 2016, o projeto de lei do vereador Andrea Matarazzo (PSDB), que garantiria o evento no centro, foi aprovado em primeira instância. Contudo, devido a não reeleição do parlamentar, o projeto agora necessitou que outro vereador nesta legislatura que adote o projeto para ser levado adiante.

### 2018
A 14.ª edição da Virada Cultural ocorreu nos dias dezenove e vinte de maio de acordo com a Secretaria Municipal da Cultura. Aconteceu no Centro e em quatro regiões de São Paulo: Itaquerão, Praça do Campo Limpo, Parque da Juventude, Centro Esportivo Tietê e Chácara do Jockey. Com atividades de diversas linguagens artísticas, o evento teve shows de Beth Carvalho a Jota Quest, além de um parque de diversões no Vale do Anhangabaú com Grupo Rouge e Balão Mágico. Contou com a participação de Nação Zumbi, Fafá de Belém, entre outras bandas.

### 2019
A 15.ª edição da Virada Cultural ocorreu nos dias dezoito e dezenove de maio, o Prefeito Bruno Covas disse que foi a melhor virada cultural feita na cidade, Com o resultado, a expectativa da Prefeitura é de entrar para o Guinness, o livro dos recordes, como maior festival 24 horas do mundo. De acordo com o prefeito, os artistas que mais atraíram público foram Anitta, Criolo (cantor)Criolo (200 mil pessoas cada), e Caetano Veloso com os filhos (160 mil). A nota média dada pelo público para o evento foi 8,6.

### 2020
Em 2020 devido a Pandemia de COVID-19, a Virada Cultural havia sido adiada para setembro. Todavia, com o avanço da crise de saúde, a 16.ª edição da Virada Cultural foi transmitida em live streaming pela internet, entre os dias 22 e 23 de agosto daquele ano.